# 长蕊红景天
长蕊红景天（学名：Rhodiola staminea）为景天科红景天属的植物。分布在中国大陆的西藏等地，生长于海拔5,010米的地区，多生长在山地，目前尚未由人工引种栽培。

## 别名
长蕊景天（拉汉种子植物名称）